# مفاز السويدان
مفاز السويدان هي أكاديمية كويتية أمريكية وطالبة دكتوراه حالية في جامعة هارفارد. كما أنها منتجة وكاتبة لسلسلة American Muslims (المسلمون الأمريكيون، 2024)، وهي سلسلة أفلام وثائقية قصيرة من إنتاج بي بي إس.

## النشأة
وُلدت السويدان في ولاية أوكلاهوما الأمريكية، وقضت جزءاً من طفولتها في الكويت وكندا. والدها هو الكاتب الإسلامي طارق السويدان، وهو أيضاً أحد قادة الإخوان المسلمين في الكويت.

## التعليم
حصلت السويدان على شهادة البكالوريوس في الصحافة من جامعة تورنتو متروبوليتان (التي كانت تُعرف سابقاً باسم جامعة رايرسون) في عام 2011. ثم عملت لفترة وجيزة كصحفية في الكويت. وفي عام 2016، حصلت على درجة ماجستير في الفنون الجميلة (MFA) من كلية إمرسون في بوسطن، ماساتشوستس.
حصلت على درجة ماجستير في الدراسات اللاهوتية (MTS) من كلية هارفارد اللاهوتية في عام 2018. وهي حالياً طالبة دكتوراه في جامعة هارفارد في تخصص فلسفة الدين، مع تركيز على الإسلام والفكر الحديث، وتحمل درجة ثانوية في الدراسات الإفريقية والأفرو-أمريكية. كما أنها عضوة في لجنة دراسة الأديان في الجامعة.
رشحت لزمالة دوروثي بورتر وتشارلز هاريس ويسلي لعام 2024–2025 من قبل مركز هاتشينز لأبحاث الدراسات الإفريقية والأفرو-أمريكية.

## النشاط
لطالما كانت السويدان مناصرةً للعدالة الاجتماعية وحقوق الإنسان، لا سيما تحرير فلسطين في سياق الصراع الفلسطيني-الإسرائيلي.
شاركت في حوارات وكتابات حول العنصرية في العالم العربي في سياق حركة حياة السود مهمة. وقد أطلقت حملة #ArabsForBlackLives (عرب من أجل حياة السود) بالتعاون مع منظمة المجتمع المصري-الأمريكي، رنا عبد الحميد، حول كيفية مشاركة العرب في مكافحة العنصرية ضد السود.
في عام 2021، حين هدد الفيلسوف كورنيل ويست بمغادرة جامعة هارفارد (وقد فعل لاحقًا) بعد رفض منحه الترقية الأكاديمية؛ نظمت السويدان - التي تدربت مع ويست خلال دراستها للماجستير - رسالة دعم له، وقّع عليها أكثر من 60 طالب دكتوراه آخر.
وفي فبراير 2024، كانت إحدى ممثلي HGSU-UAW الذين كتبوا رسالة إلى شون فين، رئيس اتحاد عمال السيارات المتحدين (UAW)، باسم الكتلة العربية في الاتحاد، يطالبون فيها بسحب الاستثمارات من إسرائيل.
وفي مارس 2024، كان من المزمع عقد ندوة نقاشية في منزل لويل حول رهاب الإسلام ومعاداة السامية، بمشاركة السويدان، والحاخام الأستاذ شاؤول ماجيد، والباحثة مادلين جي. ليفي (طالبة دكتوراه). ولكن تم إلغاء الحدث بعد انسحاب السويدان وعميدي المنزل، بالإضافة إلى مركز إدموند وليلي سافرا للأخلاقيات. وذلك بعد أن انسحب منزل لويل من الرعاية المشتركة للندوة، على إثر تغريدة من الطالب ألكسندر كستنباوم من كلية هارفارد اللاهوتية، زعم فيها أن "الحدث لم يتضمن أصواتًا يهودية وصهيونية".